# Forêt départementalo-domaniale

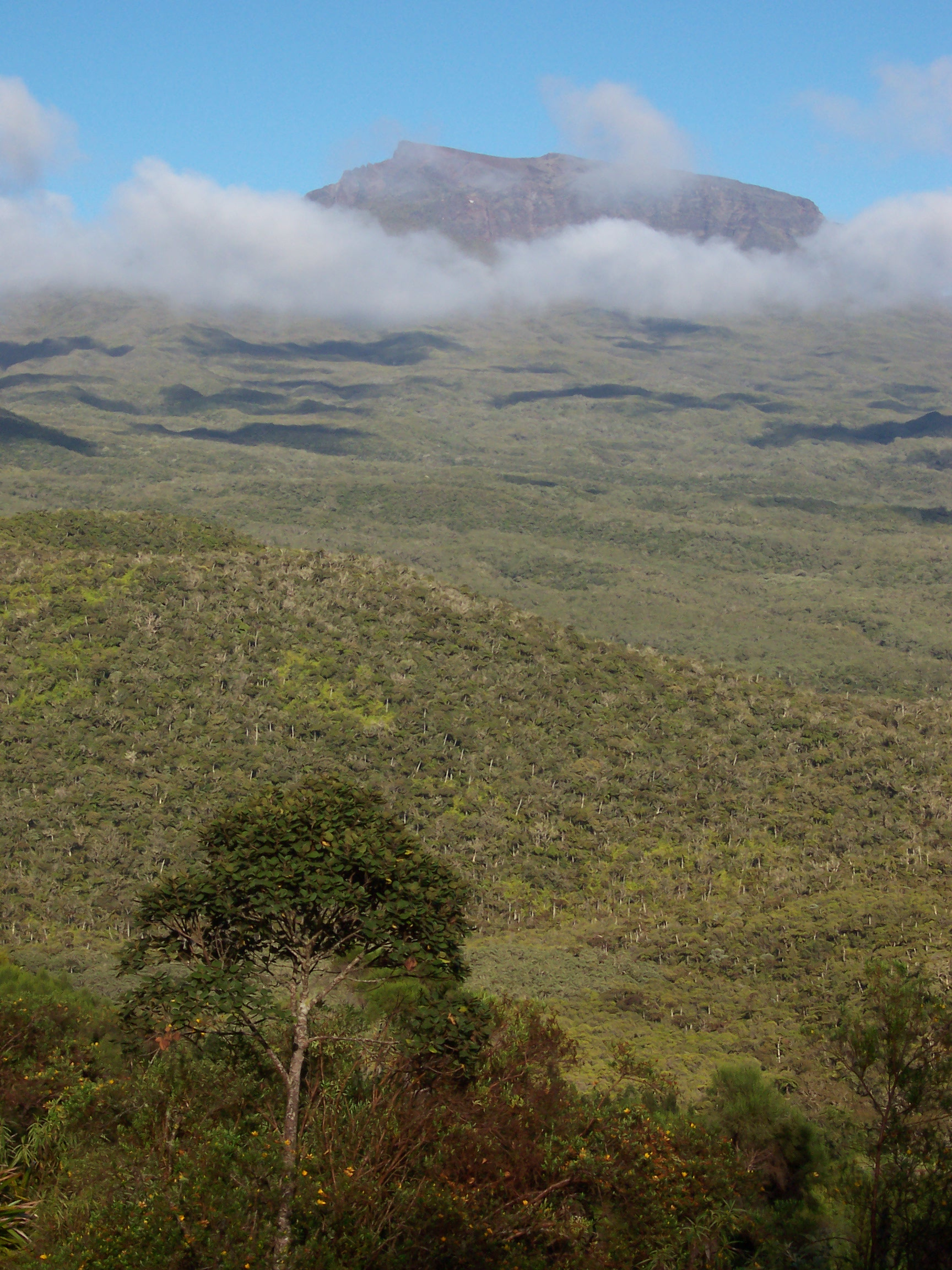
Vue de la forêt départementalo-domaniale de Bébour, à La Réunion.

Une forêt départementalo-domaniale, ou départemento-domaniale, est une forêt soumise à un régime juridique propre aux départements d'outre-mer français de la Guadeloupe, la Martinique et La Réunion et qui accorde sa nue-propriété au département où elle se trouve tandis que son usufruit échoit à l'État français. Il s'agit de l'ancien domaine forestier des colonies correspondantes, passé sous ce nouveau statut en 1948, soit deux ans après la départementalisation des trois îles.